# Pteropera teocchii
Pteropera teocchii är en insektsart som beskrevs av Donskoff 1981. Pteropera teocchii ingår i släktet Pteropera och familjen gräshoppor. Inga underarter finns listade i Catalogue of Life.